# Віллі (Айова)
Віллі (англ. Willey) — місто (англ. city) в США, в окрузі Керролл штату Айова. Населення — 73 особи (2020).

## Географія
Віллі розташоване за координатами 41°58′43″ пн. ш. 94°49′21″ зх. д. / 41.97861° пн. ш. 94.82250° зх. д. (41.978746, -94.822365).  За даними Бюро перепису населення США в 2010 році місто мало площу 0,64 км², уся площа — суходіл.

## Демографія
Згідно з переписом 2010 року, у місті мешкало 88 осіб у 31 домогосподарстві у складі 20 родин. Густота населення становила 137 осіб/км².  Було 35 помешкань (54/км²).
Расовий склад населення:
| - 94,3 % — білих |

До двох чи більше рас належало 5,7 %. Частка іспаномовних становила 0,0 % від усіх жителів.
За віковим діапазоном населення розподілялося таким чином: 33,0 % — особи молодші 18 років, 59,0 % — особи у віці 18—64 років, 8,0 % — особи у віці 65 років та старші. Медіана віку мешканця становила 32,5 року. На 100 осіб жіночої статі у місті припадало 104,7 чоловіків;  на 100 жінок у віці від 18 років та старших — 110,7 чоловіків також старших 18 років.
Середній дохід на одне домашнє господарство  становив 68 503 долари США (медіана — 69 375), а середній дохід на одну сім'ю — 77 997 доларів (медіана — 71 750). 
Цивільне працевлаштоване населення становило 62 особи. Основні галузі зайнятості: виробництво — 32,3 %, освіта, охорона здоров'я та соціальна допомога — 24,2 %, роздрібна торгівля — 9,7 %, будівництво — 9,7 %.